# Федосюк, Александра Ивановна
Алекса́ндра Ива́новна Федосю́к (17 августа 1904, деревня Андроново, Кобринский уезд, Гродненская губерния - 29 мая 1995, Брест, Брестская область, Республика Беларусь) — советский белорусский хозяйственный, государственный и политический деятель.

## Биография
Родилась 17 августа 1904 года в деревне Андроново Стриговской волости Кобринского уезда Гродненской губернии в многодетной крестьянской семье. 
В годы Первой мировой войны семья была эвакуирована вглубь Российской империи, под Оренбург. С 1918 года — на хозяйственной, общественной и политической работе. В 1918—1921 гг. — на комсомольской работе на Урале. В 1921 году вернулась из эвакуацию на родину. В 1921—1925 гг. - батрачка у зажиточных крестьян в Кобрине.  В 1925 году вступила в КПЗБ. Трижды сидела в польской тюрьме (1927, 1930–1931, 1937–1939). С 1926 года - член Кобринского подпольного райкома, с 1928 года - член Брестского подпольного окружного комитета КПЗБ. Окончила школу партийных кадров КПЗБ в Минске (1929), Коммунистический университет национальных меньшинств Запада имени Мархлевского (1934). В 1931-1932 годах - секретарь Новогрудского окружного комитета КПЗБ, секретарь ЦК КСМЗБ в 1929-1930, 1932 и 1935-1937 годах. В 1934 году - научный сотрудник Института истории партии и Октябрьской революции при ЦК КП(б)Б. Делегат I(1928) и II(1935) съездов КПЗБ, VI конгресса Коммунистического интернационала молодежи (1935). 
После присоединения Западной Беларуси к БССР была избрана депутатом Народного собрания Западной Беларуси в Белостоке (1939). До 1941 года была председателем Кобринского горисполкома, избрана депутатом Верховного Совета БССР. В 1941 году назначена заместителем председателя Брестского облисполкома. С началом Великой Отечественной войны смогла выбраться из Бреста и добралась до Москвы. Из Москвы ее направили в Пензу, в распоряжение Центрального штаба партизанского движения. Откуда была переправлена через линию фронта в немецкий тыл. Сферой ее деятельности стали шесть партизанских отрядов, которые контролировали юго-восток Брестской области. При непосредственном участии Александры Федосюк был организован партизанский отряд имени В.И. Чапаева. На его основе была создана партизанская бригада имени В.И. Чапаева, которая действовала в Кобринском и Антопольском районах. Решением ЦК КП(б)Б от 24 июня 1943 года утверждена членом Брестского подпольного обкома КП(б)Б, а 4 декабря того же года - секретарем Дивинского подпольного райкома КП(б)Б. В 1944-1957 годах - первый секретарь Кобринского райкома КП(б)Б, секретарь Брестского и Молодеченского горкомов КПБ, заведующая отделом ЦК КПБ.
Избиралась депутатом Верховного Совета Белорусской ССР 1-го созыва(1940-1947), Верховного Совета СССР 2-го и 3-го созывов(1946-1954). Член ЦК КП(б)Б в 1949-1952 годах.
Умерла 29 мая 1995 года в Бресте.

## Награды
- Орден Ленина
- Орден Отечественной войны II степени (1985)
- Орден Красной Звезды (1944)
- Медаль «В ознаменование 100-летия со дня рождения Владимира Ильича Ленина» (1970)
- Медаль «Партизану Отечественной войны» II степени (1944)
- Медаль «За победу над Германией в Великой Отечественной войне 1941—1945 гг.» (1945)

## Семья
Муж - Николай Павлович Масловский (1905-1938). Дочь - Владислава.